# Cité scolaire Saint-Exupéry
Pour les articles homonymes, voir Lycée Antoine-de-Saint-Exupéry et Saint-Exupéry (homonymie).
La cité scolaire Saint-Exupéry est un établissement scolaire regroupant dans une même enceinte le lycée Saint-Exupéry et le collège Saint-Exupéry. Elle est située à Bellegarde-sur-Valserine, dans l'est du département de l'Ain. La cité scolaire a ouvert ses portes en 1966 à cause du manque de place dans l'ancien collège du centre devenu Collège Louis-Dumont, situé place Carnot, en centre-ville de Bellegarde.

## Lycée

### Filières

#### Baccalauréat général et technologique
Le lycée Saint-Exupéry prépare aux trois filières générales (S, ES, et L), ainsi qu'aux filières STMG et STI2D - Spécialités AC (Architecture et Construction), ITEC (Innovation Technologique et ÉcoConception), SIN (Systèmes d'Informations Numériques).

#### BTS
- BTS Professions immobilières
- BTS Electro-Technique
- BTS Management en Hôtellerie et Restauration

#### Section d'enseignement professionnel
- CAP Agent polyvalent de restauration
- CAP Pâtissier
- CAP Serrurier métallier
- CAP Commercialisation-service en hôtellerie-café-restaurant
- CAP Cuisine
- Bac pro AGORA - Gestion Administration
- Baccalauréat professionnel MELEEC - Métiers de l'électricité et environnements connectés
- Baccalauréat professionnel TISEC - Technicien en installation sanitaire et climatisation
- Bac pro CSR - Commercialisation et service en restauration
- Bac pro Cuisine

## Classement du lycée
https://www.linternaute.com/ville/lycee/lycee-saint-exupery/lycee-0010006B

## Collège et lycée
Le collège est depuis sa construction en 2011 une entité séparée du lycée.

### Gymnase
Le gymnase Antoine-Jacquet a été construit dans l'enceinte de la cité scolaire.

### Internat
Les élèves du lycée peuvent avoir accès à l'internat. Ils viennent du département de l'Ain pour leur majorité. Le lycée est bien desservi par des cars TER Rhône-Alpes pour faciliter l'arrivée des internes à l'établissement.
Chaque chambre est faite pour dormir à quatre : les conseillers principaux d'éducation les attribuent pour une année en début d'année scolaire. Aujourd'hui[Quand ?], l'internat est entièrement restauré et les chambres sont plus spacieuses.
Collège
Le collège accueil aujourd'hui 772 élèves et enseigne 4 langues : l'anglais, l'allemand, l'espagnol et l'italien.Il y a aussi une filière latiniste ainsi que 3 options sportives.